# 緑色音楽
『緑色音楽』（りょくしょくおんがく）は、2017年に公開された日本映画である。本作は臓器移植普及推進月間に合わせて開催される「グリーンリボンキャンペーン」の一環として、実話をもとに制作された短編映画である。

## あらすじ
歯科大浪人中の潤は、叔父、母、祖父と郊外に暮らしていた。すべてが煩わしく自室にひきこもっていた夏の終わり、潤は亡き父が臓器提供者であることを知る。空っぽだった家に風が吹き抜け、庭の緑が揺らぎはじめる。そして、潤はあることを決意する。

## キャスト
- 風呂田潤 - 村上虹郎：大学受験の失敗から引きこもり生活を送る。父親の遺品から臓器提供者であった事実を知り、周りと衝突しながらも、本当の自分の気持ちを手探りで確かめ始める。
- 風呂田久 - オダギリジョー：潤の叔父、歯科医。臓器提供者となった兄の代わりに、風呂田家の歯科医を継ぐ。引きこもりがちの潤や、潤の母、美枝子を陰ながら支えている。
- 風呂田美枝子 - 工藤夕貴：潤の母。潤が幼い頃に夫を亡くす。夫が臓器提供した事実を潤に伝えられないまま月日が経ってしまった。未だそのことに悩んでいる。
- 風呂田武 - 久米明：潤の祖父、元歯科医。潤の父の臓器提供のことや幼い頃を家族らに明かす。
- 古瀬なな - 栗林藍希：潤を慕う後輩、女子高生。引きこもる潤のことを気にかけて、メールをしたり自宅に様子を見に来る。
- 高田 - 玉田真也：潤が通っている予備校の講師。双子担任として鶴田と行動をともにする。
- 鶴田 - 木下崇祥：予備校講師。潤の母に頼まれ高田とともに潤の自宅へ今後のことで話をしに行く。
- 落合諒太 - 岡山天音：潤のネットゲーム仲間。潤とオンライン通話しながらゲームをしている。
- 伊藤レイ - 本間大貴：潤のいとこ。ませた性格で、潤が戸惑うようなアドバイスを送る。

## スタッフ
- 監督・脚本：中村桂代
- 制作：スペースシャワーネットワーク
- 制作プロダクション：ビヨゴンピクチャーズ
- 企画：原宿サン・アド
- プロデューサー：高根順次、三浦大介
- プロダクションプロデューサー：後藤和弘
- 主題歌：never young beach「なんかさ」
- 撮影：浅田政志
- 音楽：never young beache
- グリーンリボンキャンペーン実行委員会：公益社団法人日本臓器移植ネットワーク、アステラス製薬株式会社